# 森野五郎
森野 五郎（もりの ごろう、1894年6月15日 - 1987年12月4日）は、日本の俳優。趣味は弓道。日本橋区立箱崎小学校卒業。

## 来歴・人物
伯父である関西歌舞伎の尾上松寿に預けられ、尾上楽太朗の名で4歳から子役として舞台に立った。1924年、白井信太郎の勧めで松竹下加茂撮影所に入社し、『日光と円蔵』で映画デビューした。サイレント期の時代劇スターとして活躍し、多くの作品に主演した。1925年、松竹蒲田撮影所に移る。1927年1月には飯田蝶子と共に幹部に昇進するが、同年退社し5月に片岡松燕の片岡松燕プロダクションと自身が興した森野五郎プロダクションと連合して『恋の四千両』に主演するが、9月にこの一作限りで分裂。同年10月、森野プロと大同キネマ社と共に『地獄街道』を製作・主演した。1928年4月、河合映画製作社に入社した。1929年に森野五郎劇団を結成しており、映画界からは身を引いている。
戦後、再び映画界に戻り、東映に入社。東映を退社後は文芸ぷろに所属。端役での出演が多い。この頃からテレビドラマにも出演し、実写版の『鉄腕アトム』の第二部以降では御茶の水博士を演じている。
1987年12月4日、老衰で死去。享年93。

## 出演作品

### 映画
- 日光と円蔵（1924年、松竹下加茂） - 忠次
- 坂本竜馬（1924年、松竹下加茂）※主演
- お伝地獄（1925年、松竹下加茂）
- 平手造酒（1925年、松竹下加茂）※主演
- 恩讐の刃（1925年、松竹下加茂）※主演
- 海賊髑髏船（1925年、松竹下加茂）
- 燕（1925年、松竹下加茂）※主演
- 義人の刃（1925年、松竹蒲田） - 長男新太郎
- 三井寺心中（1925年、松竹蒲田）※主演
- 虎徹の斬れ味（1925年、松竹蒲田） - 近藤勇 ※主演
- 猿ヶ辻の暗殺（1925年、松竹蒲田） - 池田次郎 ※主演
- 忠治外伝 赤木虱（1925年、松竹蒲田）※主演
- 国定忠治 利根川の巻（1925年、松竹蒲田）※主演
- 黒駒の勝蔵 前篇・中篇・後篇（1926年、松竹蒲田）※主演
- 鈍急之進（1926年、松竹蒲田）※主演
- 修羅八荒 第一篇、第二・三篇、第四・五篇、終篇（1926年、松竹蒲田） - 浅香恵之助 ※主演
- 孔雀の光 第一・二篇、第三・四・五篇、第六篇（1926年、松竹蒲田） - 中岡慎太郎
- 真紅の情熱（1926年、松竹蒲田） - 貴舟平馬 ※主演
- 桂小五郎と幾松（1926年、松竹蒲田） - 桂小五郎 ※主演
- 猛火（1926年、松竹蒲田）※主演
- 狂怒乱心（1926年、松竹蒲田）※主演
- 怒濤（1926年、松竹蒲田）※主演
- 黒髪夜叉 第一・二篇、第三篇、第四編（1926年、松竹蒲田） - 乾隼人、河原内記、園田幸之進 ※主演
- 心中薩摩歌（1926年、松竹蒲田）
- 暗闇（1927年、松竹蒲田）※主演
- 高田の馬場（1927年、松竹蒲田）※主演
- 磨道（1927年、松竹蒲田）※主演
- 白虎隊（1927年、松竹蒲田） - 日向内記
- 恋の四千両（1927年、森野五郎プロ・片岡松燕プロ）※主演
- 鮮血の扇（1928年、河合）
- 四谷怪談（1928年、河合） - 民谷伊右衛門 ※主演
- 赤城の夕陽（1928年、河合）※主演
- 仇討浄瑠璃坂（1928年、河合）※主演
- 火の車お万（1928年、河合）
- 新版東海道膝栗毛 第二篇化かされた弥次喜多（1928年、河合） - 敵を尋ねる侍
- 近藤勇（1928年、河合）
- 青空天使（1950年、太泉映画）
- ひめゆりの塔（1953年、東映） - 父兄
- 人生劇場 第二部（1953年、東映） - 医者
- 悲劇の将軍 山下泰文（1953年、東映） - 南方軍将官
- 悪の愉しさ（1954年） - 東亜製鋼社長
- 学生五人男（1954年、東映） - 網元
- 少年姿三四郎（1954年、東映） - 清川
- 犬神家の謎 悪魔は踊る（1954年、東映） - 列車の乗客
- さいざんす二刀流（1954年、東映） - 審判役
- 大岡政談 血煙地獄（1955年、東映） - 相模屋喜衛門
- 野口英世の少年時代（1956年、東映） - 地主
- 多羅尾伴内 戦慄の七仮面（1956年、東映） - 鑑識係相良
- 野郎ども表へ出ろ（1956年、東映） - 灯台の職員岩井
- 日本のいちばん長い日（1967年、東宝） - NHK大橋会長
- クレージーの大爆発（1969年、東宝） - 大臣

### テレビドラマ
- 鉄腕アトム（1959 - 1960年、MBS） - 御茶の水博士
- 事件記者（NHK）
  - 第33話「旅行小切手」（1959年） - 細野広平
  - 第77話「犠牲」（1961年）
  - 第171話「ひなの夜」（1964年）
- この謎は私が解く 鮒とペテン師（1959年、KR）
- あるぷす大将（1959年、KR）
- 雑草の歌（NTV）
  - 第99話「たった二人の工場」（1960年）
  - 第108話「明日もまた 保健婦の記録より」（1960年）
- 人生の四季 
  - 第11・12話「父ありて」（1961年）
  - 第61話「計算」（1962年）
- テレビ劇場 終りの夏（1962年、NHK）
- 特別機動捜査隊（NET）
  - 第62話「工場が死んだ時」（1962年）
  - 第230話「山刃の秘密」（1966年）
  - 第315話「栄光二重奏」（1967年）
  - 第341話「夕映えの中に」（1968年）
- ポーラ名作劇場 第6話「女の砦」（1963年、NET） - 銀行頭取
- 日本映画名作ドラマ 素浪人忠弥（1963年、NET）
- 七人の刑事 第131話「春の愁い」（1964年、TBS）
- おかあさん 第237話「トランペット・譲治」（1964年、TBS）
- 新選組血風録 第20話「その前夜」（1966年、NET） - 林権助
- ウルトラQ 第1話「ゴメスを倒せ!」（1966年、TBS） - 金峰山洞仙寺・住職
- 木下恵介アワー（TBS）
  - 記念樹（1966年） - 長寿園の老人・作造
  - 太陽の涙（1971年） - 入院患者・堀
- 三匹の侍 第4シリーズ 第3話「弁天楼異聞」（1966年、CX） - 伍平
- レモンのような女 第4話「土の館」（1967年、TBS）
- NHK大河ドラマ 竜馬がゆく（1968年、NHK） - 京都土佐藩邸留守居